# ドレスを脱いだシンデレラ
「ドレスを脱いだシンデレラ」（ドレスをぬいだシンデレラ）は、Dream Amiのデビューシングル。2015年7月29日にrhythm zoneから発売された。

## 経緯
2015年4月29日、さいたまスーパーアリーナで開催されたE-girlsの「E-girls LIVE TOUR 2015 COLORFUL WORLD」にて7月に、E-girls史上初のソロデビューすることが発表されその第1弾シングルである。この時は、発売日・題名共に公表されなかった。Dreamとしては、dream時代の2004年3月10日発売の『ID』以来4人目となる。
5月11日、題名が「ドレスを脱いだシンデレラ」、発売日が7月15日になった事が発表された。
5月15日、発売日が7月15日から7月29日に変更となった事が発表された。
6月10日に、Music Video、ジャケット写真、モバイル特典が発表された。オフィシャルファンクラブ&モバイルサイト会員限定の特典は、3形態同時購入セット特典で、DreamのAyaがデザインしたAmiのキャラクターが描かれたビニールウォレットがもらえた。

## 概要
「CD＋DVD（数量生産限定盤）」、「CD+DVD」、「CD only」、「ワンコインCD」の4形態で発売。
表題曲のミュージックビデオは、Shigeaki Kuboが監督となり、恋する乙女心の移り変わりをコンセプトに、移り変わる心情をブルー、ホワイト、ピンクの3色で表現したファンタジーな映像となっている。
同シングル「ドレスを脱いだシンデレラ」からインスパイアされた世界観を、齋藤俊道監督が脚本・監督しDream Amiも出演した『色のない洋服店』（CINEMA FIGHTERS）として映像化（2017年）。

## 収録曲

### CD only
1. ドレスを脱いだシンデレラ
作詞：小竹正人 / 作曲：FAST LANE・LISA DESMOND
  - KOSE ファシオ「本気のロング」篇CMソング[11]
2. Can't Help Falling in Love 〜愛さずにいられない〜
作詞・作曲：Luigi Creatore・Hugo Peretti・George Weiss / 日本語詞：小竹正人
  - エルヴィス・プレスリーの「好きにならずにいられない」のカバー
3. マジックタイム
作詞：小竹正人 / 作曲：鈴木まなか・Hiroki Sagawa
・東京インテリア CMソング
4. ドレスを脱いだシンデレラ (Instrumental)
5. Can't Help Falling in Love 〜愛さずにいられない〜 (Instrumental)
6. マジックタイム (Instrumental)

### CD+DVD / 数量生産限定盤
CD
1. ドレスを脱いだシンデレラ
2. Can't Help Falling in Love 〜愛さずにいられない〜
3. マジックタイム
4. ドレスを脱いだシンデレラ (Instrumental)

DVD
1. ドレスを脱いだシンデレラ (Video Clip)

### 1 coin
1. ドレスを脱いだシンデレラ